# Robert Adams (photographe)
Pour les articles homonymes, voir Robert Adams et Adams.
Ne doit pas être confondu avec Ansel Adams.
Robert Adams, né le 8 mai 1937 à Orange (New Jersey) est un photographe américain.

## Biographie
Au début de sa carrière de photographe professionnel, Robert Adams quitte le New Jersey pour s'installer dans le Colorado. Là, il commence à montrer la façon dont les paysages de l'Ouest américain, jadis arpentés par des photographes tels que Timothy O'Sullivan ou William Henry Jackson, subissent l'influence de l'activité humaine. Avant la naissance des mouvements écologistes, Robert Adams se pose en observateur du développement humain, soucieux d'en comprendre les répercussions environnementales.
Appartenant au mouvement artistique des « Nouveaux Topographes » dans les années 1970, Adams se veut neutre et s'interdit tout jugement critique du sujet. Ses images sont titrées comme des documents, établissant ainsi leur neutralité. Ses clichés ne donnent qu'une information géographique, se veulent purement descriptifs. Dans des essais récents, Why people photograph et Beauty in photography, Adams plaide avec force et clarté en faveur d'une approche traditionnelle et humaniste de la photographie, ainsi que d'une responsabilisation en matière d'environnement. Il précise dans ses essais sa vision d'une ambivalence nécessaire dans l'art: une fusion des contraires, l'existence simultanée de l'harmonie et de la discorde, de la beauté dans la laideur.
Il a reçu le prix de la John Simon Guggenhein Memorial Foundation en 1973 et 1980 et le prix de la MacArthur Foundation en 1994.
Robert Adams est lauréat du Prix Hasselblad en 2009.

## Collections, expositions

### Expositions personnelles
- 18 janvier - 2 mars 1997 : Robert Adams : Our lives and our children, Musée d'Art moderne et contemporain, Saint-Étienne[4].
- 2006 : Rencontres de la photographie d'Arles, France[5].
- 16 novembre 2007 - 27 janvier 2008 : Robert Adams : time passes, Fondation Cartier pour l'art contemporain, Paris[6],[7].
- 2012 : Robert Adams : The Place We Live In, Los Angeles County Museum of Art ; exposition rétrospective qui retrace 40 ans d'errance du photographe[1].

2014 : le Jeu de Paume à Paris reprend cette rétrospective.

### Expositions collectives
- octobre 1975 - février 1976 : New Topographics : Photographs of a Man-Altered Landscape [Nouvelles topographies : Photographies du paysage modifié par l’homme], George Eastman House, Rochester.

## Publications (sélection)

### Livres de photographies
- (en) White Churches of the Plains, Boulder, Colorado Associated University Press, 1970.
- (en) The New West : landscapes along the Colorado Front Range, préf. John Szarkowski, Boulder, Colorado Associated University Press, 1974, 122 p.
- (en) The Architecture and Art of Early Hispanic Colorado, Boulder, Colorado Associated University Press, 1974.
- (en) Denver: a Photographic Survey of the Metropolitan Area, Boulder, Colorado Associated University Press, 1977.
- (en) From the Missouri West: photographs, Millerton (New York), Aperture, 1980, 120 p.  (ISBN 0-89381-059-2).
- (en) Our Lives and Our Children: Photographs Taken Near the Rocky Flats Nuclear Weapons Plant, Millerton,New York, Aperture, 1984[4].
- (en) Los Angeles Spring, New York, Aperture, coll. « A new images book », 1986, 59 p.  (ISBN 0-89381-220-X).
- (en) Perfect times perfect places, New York), Aperture, coll. « A new images book », 1988, 41 p.  (ISBN 0-89381-299-4).
- (en) What We Bought: The New World, Scenes from the Denver Metropolitan Area, 1970–1974, Hanovre, Stiftung Niedersachsen, 1995.
- (en) West from the Columbia: Views from the River Mouth, New York, Aperture, 1995.
- (en) Eden, New York, Roth Horowitz, 1999.
- (en) Notes for Friends: Along Colorado Roads, Boulder: University Press of Colorado, 1999.
- (en) Commercial Residential, New York, Roth Horowitz, 2003.
- (en) The Place We Live, a Retrospective Selection of Photographs, 1964–2009, Göttingen, Steidl, 2009, 3 vol.  (ISBN 9783869305332)[8]

### Essais
- (en) Beauty in Photography. Essays in Defense of Traditional Values, Millerton (New York), Aperture, 1981, 108 p.  (ISBN 0-89381-080-0)

édition française : Essais sur le beau en photographie  (trad. Carole Naggar), Périgueux, Fanlac, 1996, 136 p.,.
- (en) Why people photograph : selected essays and reviews, New York, Aperture, 1994, 186 p.  (ISBN 0-89381-603-5).

édition française : Pourquoi photographier  (trad. Agnès Sire, Brice Matthieussent), Paris, Atelier EXB, coll. « TXT EXB », 2022, 178 p. (ISBN 978-2-36511-338-0).